# Karol Jerzy Lilpop

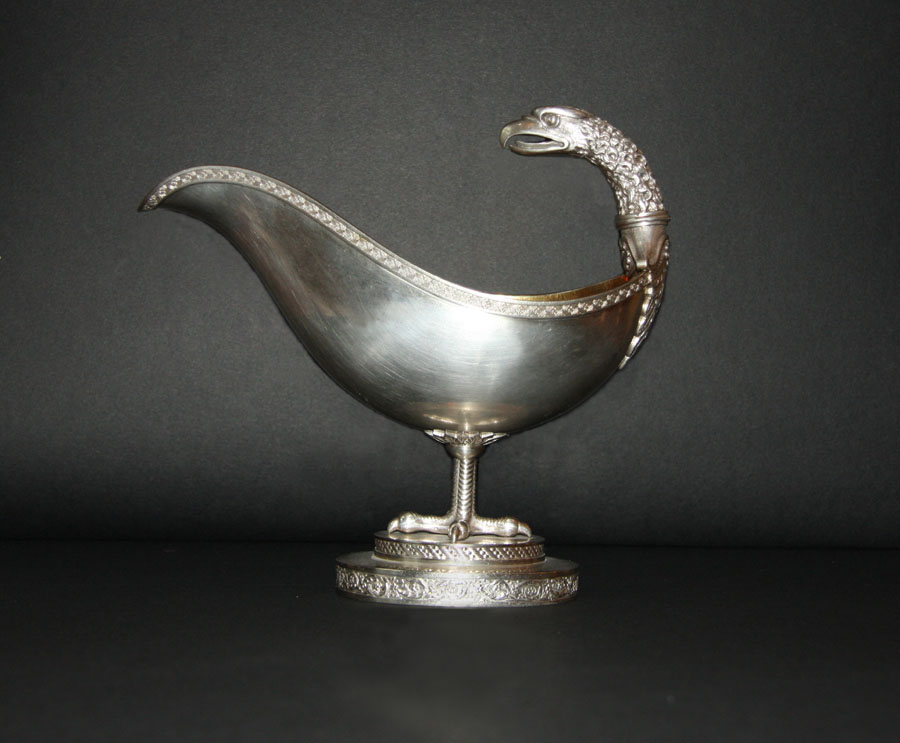
Srebro Karola Jerzego Lilpopa

Karol Jerzy Lilpop (ur. 1781 zm. 1833) – znany złotnik warszawski.
Srebra z pracowni Karola Lilpopa: lichtarze, świeczniki, cukiernice i sosjerki znajdują się w zbiorach Muzeum Narodowego w Warszawie oraz Muzeum Warszawy. Wyroby Lilpopa noszą cechy stylu empire.
Kamienica Karola Lilpopa, zbudowana w 1833 r., stoi u z biegu ulic Bielańskiej i Alei „Solidarności” w Warszawie.